# Paradrina scotoptera
Paradrina scotoptera là một loài bướm đêm trong họ Noctuidae.